# Бечикереку-Мік
Бечикереку-Мік (рум. Becicherecu Mic) — комуна у повіті Тіміш в Румунії. До складу комуни входить єдине село Бечикереку-Мік.
Комуна розташована на відстані 424 км на північний захід від Бухареста, 15 км на північний захід від Тімішоари.

## Населення
За даними перепису населення 2002 року у комуні проживали 4812 осіб.
Національний склад населення комуни:
| Національність | Кількість осіб | Відсоток |
| -------------- | -------------- | -------- |
| румуни         | 4296           | 89,3%    |
| цигани         | 196            | 4,1%     |
| німці          | 92             | 1,9%     |
| українці       | 77             | 1,6%     |
| серби          | 69             | 1,4%     |
| угорці         | 67             | 1,4%     |
| словаки        | 6              | 0,1%     |
| болгари        | 2              | < 0,1%   |
| греки          | 1              | < 0,1%   |

Рідною мовою назвали:
| Мова       | Кількість осіб | Відсоток |
| ---------- | -------------- | -------- |
| румунська  | 4355           | 90,5%    |
| циганська  | 167            | 3,5%     |
| німецька   | 78             | 1,6%     |
| українська | 76             | 1,6%     |
| сербська   | 67             | 1,4%     |
| угорська   | 56             | 1,2%     |
| словацька  | 6              | 0,1%     |
| болгарська | 1              | < 0,1%   |
| грецька    | 1              | < 0,1%   |

Склад населення комуни за віросповіданням:
| Релігія        | Кількість осіб | Відсоток |
| -------------- | -------------- | -------- |
| православні    | 4198           | 87,2%    |
| римо-католики  | 279            | 5,8%     |
| п'ятдесятники  | 209            | 4,3%     |
| баптисти       | 33             | 0,7%     |
| не релігійні   | 25             | 0,5%     |
| адвентисти     | 16             | 0,3%     |
| греко-католики | 10             | 0,2%     |
| реформати      | 8              | 0,2%     |
| лютерани       | 3              | 0,1%     |
| унітарії       | 2              | < 0,1%   |
| атеїсти        | 1              | < 0,1%   |

## Зовнішні посилання
- Дані про комуну Бечикереку-Мік на сайті Ghidul Primăriilor [Архівовано 15 травня 2012 у Wayback Machine.]